# Arianna Savall
Arianna Savall i Figueras (nascida em 1972 em Basel, Suíça) é uma cantora, harpista e compositora catalã nascida na Suíça. Ela canta em catalão, francês, inglês, espanhol, português e outras línguas do mundo.

## Vida e carreira

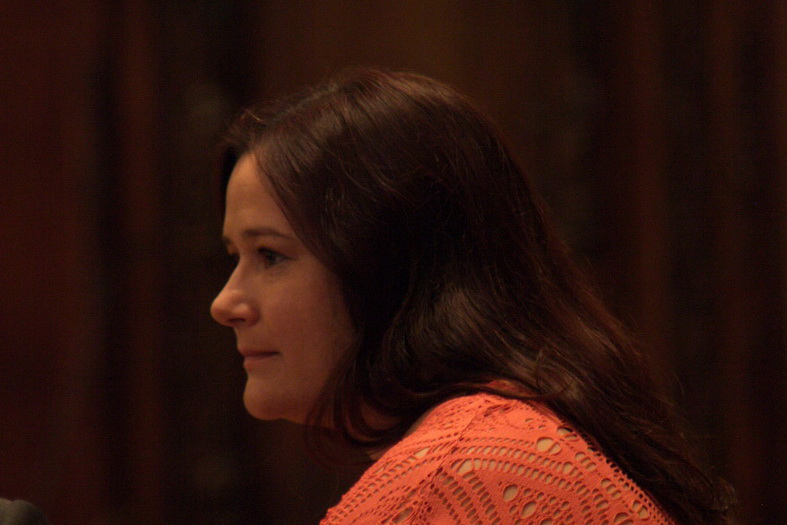
Arianna Savall al lliurament de la Medalla d'Or de l'Ajuntament de Barcelona a Jordi Saval (2015)

Savall é filha do compositor e violonista Jordi Savall e da falecida cantora Montserrat Figueras, e irmã de Ferran Savall. Estudou voz no Conservatório de Terrassa com María Dolores Aldea em 1993. Formou-se em harpa no Conservatório de Terrassa, Espanha, em 1996, e formou-se em voz em 2000. Em 1992, ela começou a estudar com Rolf Lislevand no Conservatório de Toulouse.
Em 1996, Savall retornou à Suíça e participou de um seminário liderado por Kurt Widmer no Schola Cantorum Basiliensis. Ela é membro do Hespèrion XXI e fazia parte dos grupos musicais de seu pai até 2008, quando criou seu próprio grupo, Hirundo Maris, junto com o músico norueguês Petter Udland Johansen.

## Discografia
- Bella Terra, 2003.
- Peiwoh (Alia Vox) 2009
- Chants du Sud et du Nord, 2012